# Resolució 2046 del Consell de Seguretat de les Nacions Unides
La Resolució 2046 del Consell de Seguretat de les Nacions Unides fou adoptada per unanimitat el 2 de maig de 2012. Després de recordar les resolucions anteriors sobre la situació al Sudan, el Consell va condemnar la violència entre Sudan i Sudan del Sud, va donar un termini de dos dies pel cessament de les hostilitats i d'una setmana perquè es reprenguessin els controls fronterers i que en dues setmanes ambdós països iniciessin novament negociacions sobre l'estatut d'Abyei i la situació als estats de Nil Blau i Kordofan del Sud. La resposta que donin ambdues parts a aquestes demandes tindrà repercussions en la propera revisió de la Força Provisional de Seguretat de les Nacions Unides per a Abyei (UNISFA), desplegada a Abyei des de mitjans de 2011.

Sudan es va mostrar satisfet amb la resolució perquè condemnava l'ocupació de Heglig per Sudan del Sud, mentre que aquest va demanar suport humanitari per a la població afectada pel bombardeig.